# 巴拿馬地理

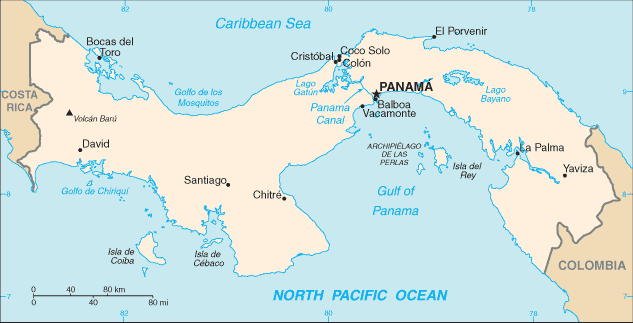
巴拿馬地圖

巴拿馬是中美洲地區的一個國家，位於加勒比海和北太平洋之間，北接哥斯大黎加南鄰哥倫比亞。巴拿馬位於巴拿馬地峽上，國土呈S形。在經緯度上，巴拿馬位於北緯 7°至10°之間，西經77°至83°之間。巴拿馬的國土面積是77,082平方公里，國土長度是772 公里，寬度則在60至177 公里之間。